# Havourah

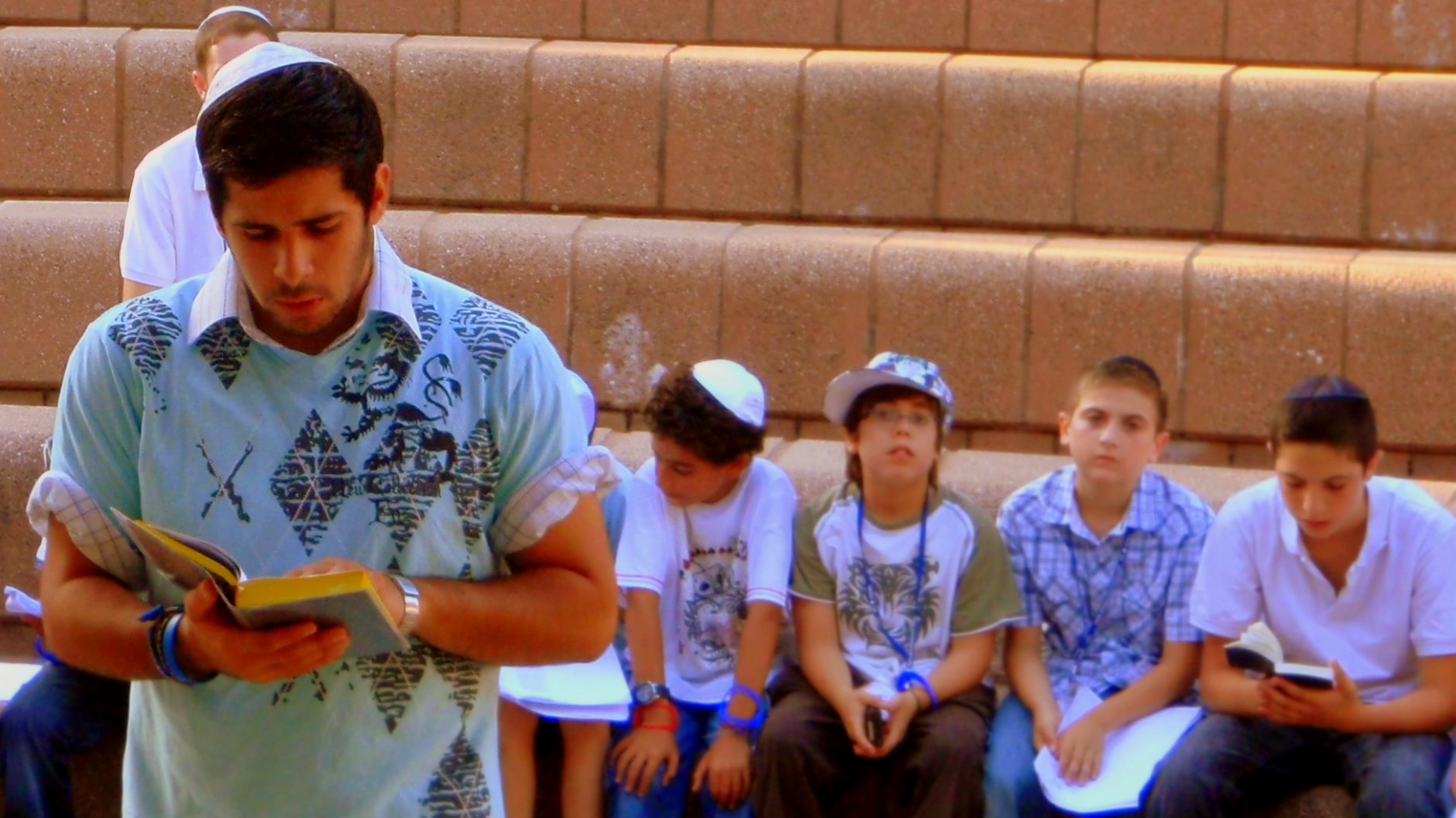
Célébration du Shabbat

Une havourah(חבורה) est un terme venant de l'hébreu qui signifie une confrérie ou plus encore un cercle d'études et de prières en marge de la synagogue.
À l'origine, le Talmud nous renseigne qu'à la période du Temple de Jérusalem de petits groupe de juifs pieux se réunissaient autour d'un sacrifice collectif pour la fête de Pessah et du Seder qui s'ensuit. On y étudiait la Torah et on priait tous ensemble.
Avec le mouvement du Jewish Renewal, la havourah est entendue comme un groupe alternatif aux institutions "classiques". Égalitariste, hommes et femmes y sont mélangées et l'intégralité de la communauté participe sans autorité rabbinique.